# Charles Gérard (politicus)
Charles Emile Fernand Gérard (Remicourt, 11 maart 1898 - Hoei, 4 mei 1984) was een Belgisch senator en burgemeester.

## Levensloop
Beroepshalve landbouwer, werd Gérard gemeenteraadslid van Remicourt. Hij was er schepen in 1933 en burgemeester van 1933 tot 1947.
Hij werd verkozen tot liberaal senator voor het arrondissement Hoei-Borgworm in 1949 en vervulde dit mandaat tot aan de wetgevende verkiezingen van het jaar daarop.